# Argilaga
Argilaga (oficialmente y en catalán L'Argilaga) es un pueblo de unos cien habitantes perteneciente al municipio de La Secuita, en la provincia de Tarragona (España), a unos 12 km de su capital. Se sitúa en la carretera entre Tarragona y el Monasterio de Santes Creus, una abadía cisterciense. En él destacan la iglesia dedicada a San Roque, patrón de la localidad, y el casal, que ha sido reformado en los últimos años.

## Historia
Argilaga fue fundada en la mitad del siglo XII, perteneciendo en el siglo XV a Luis de Montbui. Debido a desavenencias entre éste y Juana de Queralt, señora del Catllar, se creó un nuevo poblamiento que pasó a ser conocido como L'Argilaga, quedando el antiguo núcleo con el nombre de Montbuí o l'Argilaga de Montbuí. En el siglo XIX fue absorbido por La Secuita.